# Kenchanakuppe, Ramanagara
Kenchanakuppe là một làng thuộc tehsil Ramanagara, huyện Ramanagara, bang Karnataka, Ấn Độ.